# انتخابات الرئاسة المدغشقرية 2006
انتخابات الرئاسة المدغشقرية 2006 هي الانتخابات الرئاسية التي جرت في 2006، في مدغشقر، لانتخاب رئيس مدغشقر، فاز بالانتخابات مارك رافالومانانا.

## المرشحين
| المرشح            | الحزب | عدد الأصوات |
| ----------------- | ----- | ----------- |
| مارك رافالومانانا |       |             |